# 2013年宁波水灾
2013年宁波水灾是2013年10月发生在浙江宁波的一起由台风引发暴雨造成的严重水灾。水灾中，甬江流域遭遇有水文记录以来最大规模的降雨，加之天文大潮的影响，宁波多地发生严重内涝，交通、电力长时间大面积中断，其中尤以余姚市发生的灾害最为严重。据统计，宁波全市遭受经济损失超过333亿元，受灾人口达到248万人。

## 气象
最高台风预警信号： 颱風橙色預警信號
最高暴雨预警信号： 暴雨红色预警信号

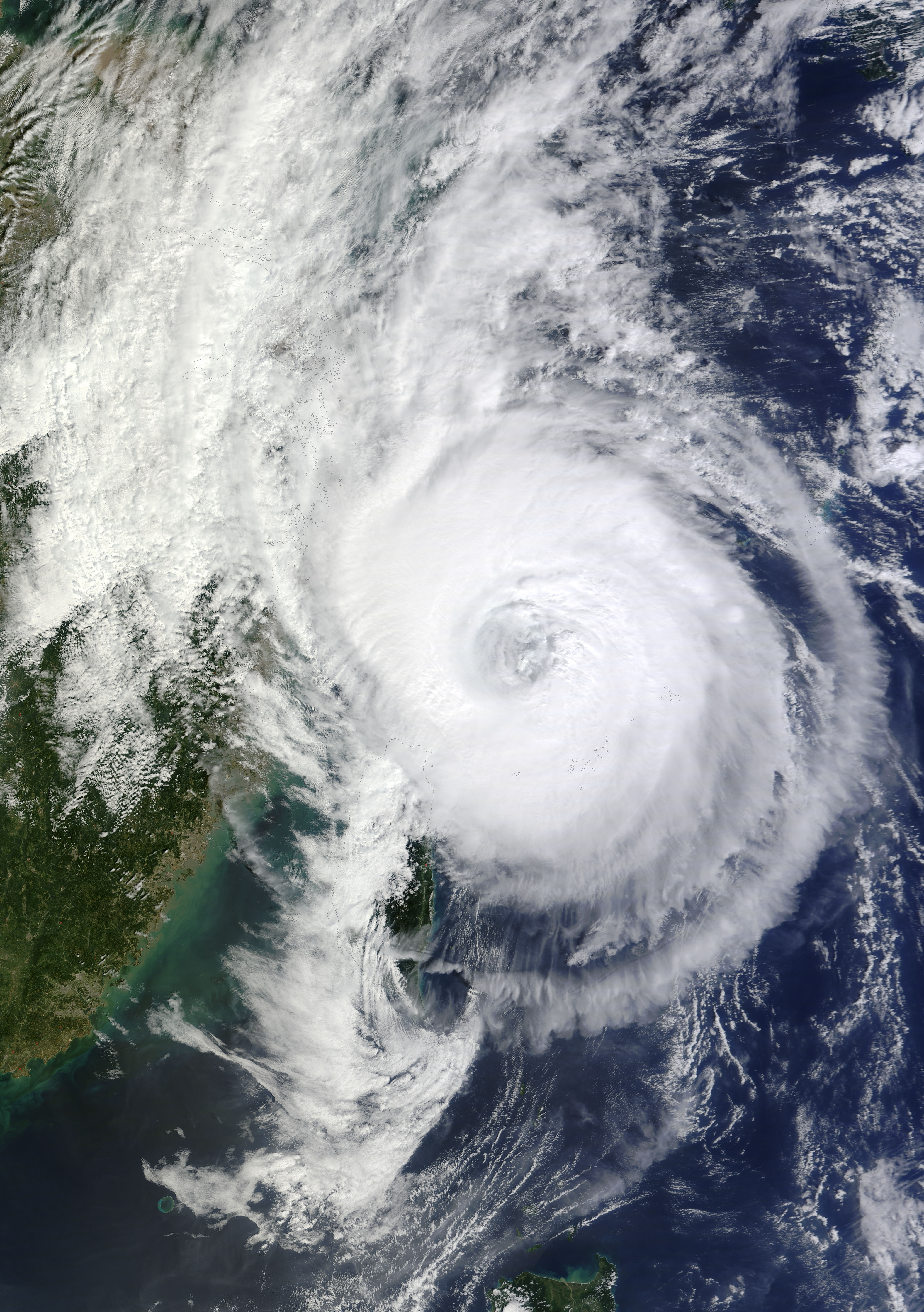
台风菲特在10月6日逼近华东地区

根据中央气象台发布的预报，菲特生成于2013年10月1日，为中央气象台于2013年编号的第23个热带气旋。10月3日，菲特加强为台风，并以10公里/小时的速度向西北偏西方向移动。4日下午，菲特加强为强台风，并以每小时15公里的速度向浙闽沿海靠近。7日上午1时15分，菲特在福建省福鼎市沙埕镇登陆，此后迅速减弱，并于上午9时在福建省建瓯市境内减弱为热带低压。但台风登陆后，与南下冷空气共同影响，残留云系与高空槽云系带来持续暴雨。台风菲特的发展过程与1963年登陆福建并在宁波产生暴雨的6312号台风类似。根据浙江省气象台气象灾害评估中心的评估，台风菲特对浙江的综合影响强度位居1949年后所有台风中的第二位，仅次于5612号台风，而强于2006年登陆的台风桑美。
10月7日，宁波市气象台在台风登陆后，解除台风紧急警报和台风橙色预警信号，改为发布暴雨橙色预警信号，8日更改为发布暴雨红色预警信号。10月7日，宁波全市230余个气象站中有超过80%的站测得的过程降雨量超过100毫米，其中7个站测得降雨量超过500毫米，最大的余姚上王岗站降雨量达到568.2毫米。10月8日，全甬江流域过程雨量达到1953年有气象记录以来的最大值，其中余姚张公岭站测得雨量为809毫米，为各站之首。10月9日，暴雨逐渐停歇，暴雨红色预警于当日17时起中止。

## 灾情
此章節的行政区划以2013年的宁波市行政区划為準。
宁波11个县区均不同程度受灾，其中以余姚市、江北区、奉化市（今为奉化区）和鄞州区（今为鄞州区和海曙区）最为严重。宁波全市受灾人口达到248万人，经济损失333亿元，堤防决口50处，共计4.72千米。在水灾最严重的余姚市，21个乡镇、街道均受灾，主城区70%地区受淹，大部分住宅小区低层进水，交通瘫痪，全市范围停水停电。

### 余姚市
余姚市是本次水灾受灾最严重的地区。台风登陆后至8日晚，余姚过程降水量达到496.4毫米，其中张公岭站达到809毫米。姚江水位达到5.33米，超过警戒水位1.56米，达到1949年以来的最高值。同时四明湖水库、陆埠水库、梁辉水库、双溪口水库等水库超过限制水位。余姚全市21个镇均受灾。主城区70%的道路受淹，山区公路全部中断，浒溪线、甬梁线、甬余线三条省道和多条县道中断，杭州湾环线高速公路南线（杭甬高速公路）各入口道路因洪水受阻，余姚城区与外界交通中断，受淹住户占满了当地的宾馆。同时，超市中的食品被抢购一空。全国重点文物保护单位王守仁故居在水灾中严重进水，地板、部分展板、监控设备损坏。重灾区陆埠镇的陆埠水库在暴雨来临之时，蓄水超出库容发生溢流，同时发生的泥石流使得积水深度超过1米，部分地区甚至深达2米。整个乡镇道路被积水覆盖，电力中断，救援力量难以抵达。

### 奉化市
奉化市在暴雨期间城区过程降雨量达到330毫米，导致城区主要路段积水严重。江拔线、甬临线省道中断，甬金高速公路发生塌方，奉化出口也曾因积水封闭。江口街道和西坞街道因地势低洼而受淹严重，电力、通信、交通全部中断。西坞街道23个村中，有21个村被洪水围困，其中灾害最为严重的东陈村水深达到1.8米，街道办事处亦因水深不得不借用公安派出所办公。江口街道60平方公里辖区全部被淹，1000多家企业进水，东江、县江多处堤防被毁，房屋倒塌1000多间。

### 鄞州区
鄞州区在暴雨期间过程雨量达到418毫米，有19个监测点监测到超过500毫米的降雨。鄞东南河网和鄞西河网均超出警戒水位。奉化江西侧的石碶街道江堤决口，导致临江8个村全部进水，水深没膝。姜山镇50个村全部进水，且水位过胸。奉化江支流樟水下游的洞桥镇20个村和1个居委会全部被淹，上千户居民停电。高桥镇所有村亦全部进水，临姚江的8个村受灾严重。

### 江北区
江北区慈城镇和洪塘街道部分地区严重受灾。慈城镇过程降雨量达到384毫米，穿萧甬铁路的所有涵洞均积水严重，慈城新老城区通道中断，慈城古建筑群积水严重，部分文物保护建筑严重漏水。姚江、慈江水位高涨，江堤面临威胁，全镇受灾面积达到85%。洪塘街道裘市村几乎全部被淹，水深及腰，成为孤岛，电力、通讯亦中断。

### 其他
宁波市中心亦受到暴雨较大影响。中心城区共有156处积水点，部分社区停电，居民被困于楼中。多数下穿式立交桥因积水导致道路中断。慈溪市横河镇亦遭遇平均面雨量410毫米的暴雨，多地积水严重，且难以排涝。宁海县、象山县、镇海区、北仑区也受到不同程度的损失。
宁波栎社国际机场因跑道进水曾短时间不接受进港航班，机场大巴亦停止服务。萧甬铁路既有线列车因余姚西至上虞区间泥石流而导致严重晚点，杭甬客运专线部分高铁车次也遭到取消。
建设中的宁波轨道交通除部分在建工地河水倒灌导致设备、材料受损外，未造成重大影响，工程仍按计划进行。

## 应对

### 民间
宁波民间在灾后展开大范围自救。部分受灾较轻的居民将受灾较重的民众接到自己家中救济，有居民自费为受灾社区购置消毒液、食品等稀缺物资，亦有企业主腾出厂房接纳受灾居民，饭店放弃盈利，为受灾者赶制免费饭菜。受灾较轻地区的居民和企业自发援助灾情最重的余姚市，向被困居民运输和分发食品，运输橡皮艇、发电机、救生衣等急需设备。一些居民自费买下超市中所有的八宝粥、矿泉水等物资并驾车运往余姚。物资主要集中于余姚市职成教中心，此后再分发到各处受灾点。负责物资分发的志愿者在此进行了明确的分工，有专人负责指挥、统计和调度。其他一些物资未经集中，而经由志愿者接力送到灾民手中。另有一批有救援经验的志愿者参与对被困人员的转移。在此之中，一位慈溪商人和越野救助队成员驾驶价值500万元的Peterbilt 389卡车（外号擎天柱），救出100余人，在互联网上获得了极大的关注。但灾区仍有哄抬物价、抢夺救灾物资等行为发生。

### 政府
在台风菲特登陆前，宁波水利部门对大中水库预泄1000万立方米，转移山地、沿海可能受灾居民8.6万人。灾后10月8日至13日，全市公交免费乘坐，宁波绕城高速公路免费通行以缓解交通压力。杭甬高速公路部分路段亦于12日至13日免费通行。重灾区余姚的杭州湾环线高速公路南线大隐、余姚、牟山三出口开放救灾车辆免费通行并限制其他车辆通过以保证救灾物资运输。与此同时，市政、交通、电力、城管等部门利用移动泵车和水泵强排积水、恢复供电和交通线并清运垃圾。宁波军分区调集民兵、预备役人员集结灾区转移受灾民众。中国人民解放军第1集团军派出4800人协助灾区清理垃圾，消毒防疫，恢复灾后秩序。灾后，宁波市政府安排受灾较轻的7个县市区和4个管委会对口支援余姚11个乡镇街道恢复重建。
但是，重灾区的余姚市政府在此次水灾中的行动亦遭致不少批评。政府群发的预警短信不少居民在受灾后的10月8日方才收到，延误了自救。物资缺乏、断水断粮、物价飞涨也没有得到有效克服。同时，政府对灾情预估不足导致救灾力量投入不足，居民大都只能依靠自救。余姚市市长毛宏芳在接受新京报采访时称，余姚的水情“哪个神仙也解决不了”，对自己的救灾行动“只能打60分”。此番言论引起了批评，被认为缺乏真诚反思，不负责任。10月15日，大批民众聚集在余姚市政府门前，指责政府救灾不力，并将市政府门前“为人民服务”大字拆除，大批特警于现场维护秩序，其间未有官员到场解释。新浪微博删除事件相关微博。

## 各方反应
北京市、杭州市、丽水市等省内外政府机构向宁波市捐款总额达1200万元人民币，杭州市、金华市、广元市等地政府向宁波发去慰问电或慰问信。宁波鄞州籍商人钱峰雷向灾区捐赠1000万元人民币，成为宁波已知个人捐款的最高记录，一时成为美谈。可口可乐、娃哈哈、加多宝等企业和艺人任贤齐亦向宁波捐助物资。杭州、上海、温州等多地民间救援队抵达余姚协助救灾。但亦有网友发帖称，宁波地区“土豪”（有钱人）多，不需要救援，引起争议。

## 相关事件
10月7日，中央电视台报道中称，余姚陆埠镇洪水已经基本消退，与事实严重不符，引起网民指责。10月12日，宁波电视台卫星车开入余姚灾区进行直播连线，因未报道重灾区受灾情况而只报道沿路所见，卫星车遭到围堵，前来解围的特警车辆被民众掀翻。余姚市公安局发出呼吁，请求民众保持冷静。
互联网对水灾的关注度远不及2013年芦山地震和2012年北京特大暴雨，新浪微博中的相关信息仅17万条，以至于水灾成为舆论“信息孤岛”。有评论认为，这与8月下旬进行的打击整治网络违法犯罪专项行动有关，使得“正能量无法弘扬，假信息辟谣缓慢”。此外，当时互联网也存在较多偏激言论，认为「国家未援助浙江」或支持「浙江滚出中国」。
余姚市三七市镇村镇建设办公室主任被曝光因担心鞋子被水泡，由一位50余岁的村支书背进灾民家中，引起舆论广泛关注。三七市镇政府旋即将其免职处分。但事后据媒体报道，该主任的鞋子只是一双普通布鞋，且此人平常与村支书关系密切，同时现场有更高级的官员，因而并无拍马之嫌。
奉化市锦屏街道一幢居民楼在水灾中地基受淹造成建筑变形，2014年1月被鉴定为C级危房，但并没有及时加固。2014年3月4日，该幢楼房西侧倒塌，造成一人死亡，六人受伤。
水災過後，一家工廠鑽探獲得的土樣經水浸泡，露出貝殼碎屑等遺蹟，這後來導致了餘姚井頭山遺址的發現，是寧波市境內目前年代最早的人類活動遺蹟。